# Patarowie
Uzasadnienie: Obydwa artykuły opisują to samo zjawisko
Patarowie – chrześcijański radykalny ruch religijny w Lombardii, który w XI wieku występował przeciw konkubinatowi duchowieństwa, symonii i gromadzeniu majątków w beneficjach. Lokalne określenie katarów.
Ideą było przeciwstawienie się upadkowi kleru zapoczątkowanemu w Mediolanie i przywrócenie ideałów z czasów apostolskich: ubóstwa, życia wspólnotowego i systematycznego nauczania (ewangelizacji). W okresie sporów między cesarzem i papieżem błędnie identyfikowani byli jako stronnicy tego ostatniego i wrogowie króla. Ostatecznie członkowie zaczęli kwestionować wszystkie sakramenty co sprawiło, że nazwa zaczęła funkcjonować jako określenie wszelkich grup heretyckich.